# San Pedro la Pesca
San Pedro la Pesca är en ort i Mexiko.   Den ligger i kommunen Amatlán de los Reyes och delstaten Veracruz, i den sydöstra delen av landet, 250 km öster om huvudstaden Mexico City. San Pedro la Pesca ligger 572 meter över havet och antalet invånare är 322.
Terrängen runt San Pedro la Pesca är varierad. Runt San Pedro la Pesca är det ganska tätbefolkat, med 222 invånare per kvadratkilometer. Närmaste större samhälle är Córdoba, 10,0 km väster om San Pedro la Pesca. Trakten runt San Pedro la Pesca består till största delen av jordbruksmark.